# George E. White

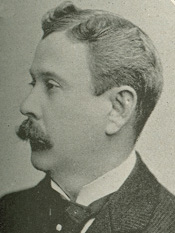
George E. White (1896)

George Elon White (* 7. März 1848 in Millbury, Worcester County, Massachusetts; † 17. Mai 1935 in Chicago, Illinois) war ein US-amerikanischer Politiker. Zwischen 1895 und 1899 vertrat er den Bundesstaat Illinois im US-Repräsentantenhaus.

## Werdegang
George White besuchte die öffentlichen Schulen seiner Heimat. Während des Bürgerkrieges war er Soldat einer Freiwilligeneinheit aus Massachusetts, die zum Heer der Union gehörte. Nach dem Krieg absolvierte er in Worcester eine Handelsschule. Im Jahr 1867 zog er nach Chicago, wo er in der Holzbranche arbeitete. Außerdem stieg er in das Bankgewerbe ein. Politisch wurde White Mitglied der Republikanischen Partei. Er wurde Mitglied des Stadtrats von Chicago und saß zwischen 1878 und 1886 im Senat von Illinois.
Bei den Kongresswahlen des Jahres 1894 wurde White im fünften Wahlbezirk von Illinois in das US-Repräsentantenhaus in Washington, D.C. gewählt, wo er am 4. März 1895 die Nachfolge von Albert J. Hopkins antrat. Nach einer Wiederwahl konnte er bis zum 3. März 1899 zwei Legislaturperioden im Kongress absolvieren. In diese Zeit fiel der Spanisch-Amerikanische Krieg von 1898. Im Jahr 1898 wurde er nicht wiedergewählt.
Nach dem Ende seiner Zeit im US-Repräsentantenhaus nahm George White seine früheren Tätigkeiten in Chicago wieder auf. Außerdem wurde er Präsident der Firma White Lumber Co. Er starb am 17. Mai 1935 in Chicago, wo er auch beigesetzt wurde.